# Lepthyphantes strinatii
Lepthyphantes strinatii là một loài nhện trong họ Linyphiidae.
Loài này thuộc chi Lepthyphantes. Lepthyphantes strinatii được miêu tả năm 1970 bởi Hubert.